# Intelsat 23
Intelsat 23 ist ein kommerzieller Kommunikationssatellit des Satellitenbetreibers Intelsat.

## Start
Er wurde am 14. Oktober 2012 mit einer Proton-M/Bris-M-Trägerrakete vom Kosmodrom Baikonur in eine geostationäre Umlaufbahn gebracht und soll Intelsat 707 ersetzen. Nach etwas über 9 Minuten und 41 Sekunden Flugzeit wurde die Oberstufe mit dem Satelliten von der Rakete getrennt und dieser nach 9 Stunden und 30 Minuten in der vorgesehenen Position abgesetzt.

## Technische Daten
Der dreiachsenstabilisierte Satellit ist mit 15 Ku-Band- und 24 C-Band-Transpondern sowie zwei 2,5 × 2,7 m und einer 1,3 × 1,65 m großen Antennen ausgerüstet und soll von der Position 53° West aus Afrika, Westeuropa, die Karibik, bestimmten Inseln im Atlantik und Pazifik, sowie in Nord- und Südamerika mit einer großen Bandbreite von Kommunikationsdiensten versorgen. Er wurde auf Basis des GEOStar-2-Satellitenbus der Orbital Sciences Corporation (OSC) gebaut und besitzt eine geplante Lebensdauer von 15 Jahren.